# Bogumiłki
Bogumiłki – kolonia w Polsce położona w województwie kujawsko-pomorskim, w powiecie brodnickim, w gminie Bobrowo. Miejscowość wchodzi w skład sołectwa Wichulec.
W latach 1975–1998 miejscowość administracyjnie należała do województwa toruńskiego.